# Leonor Silveira

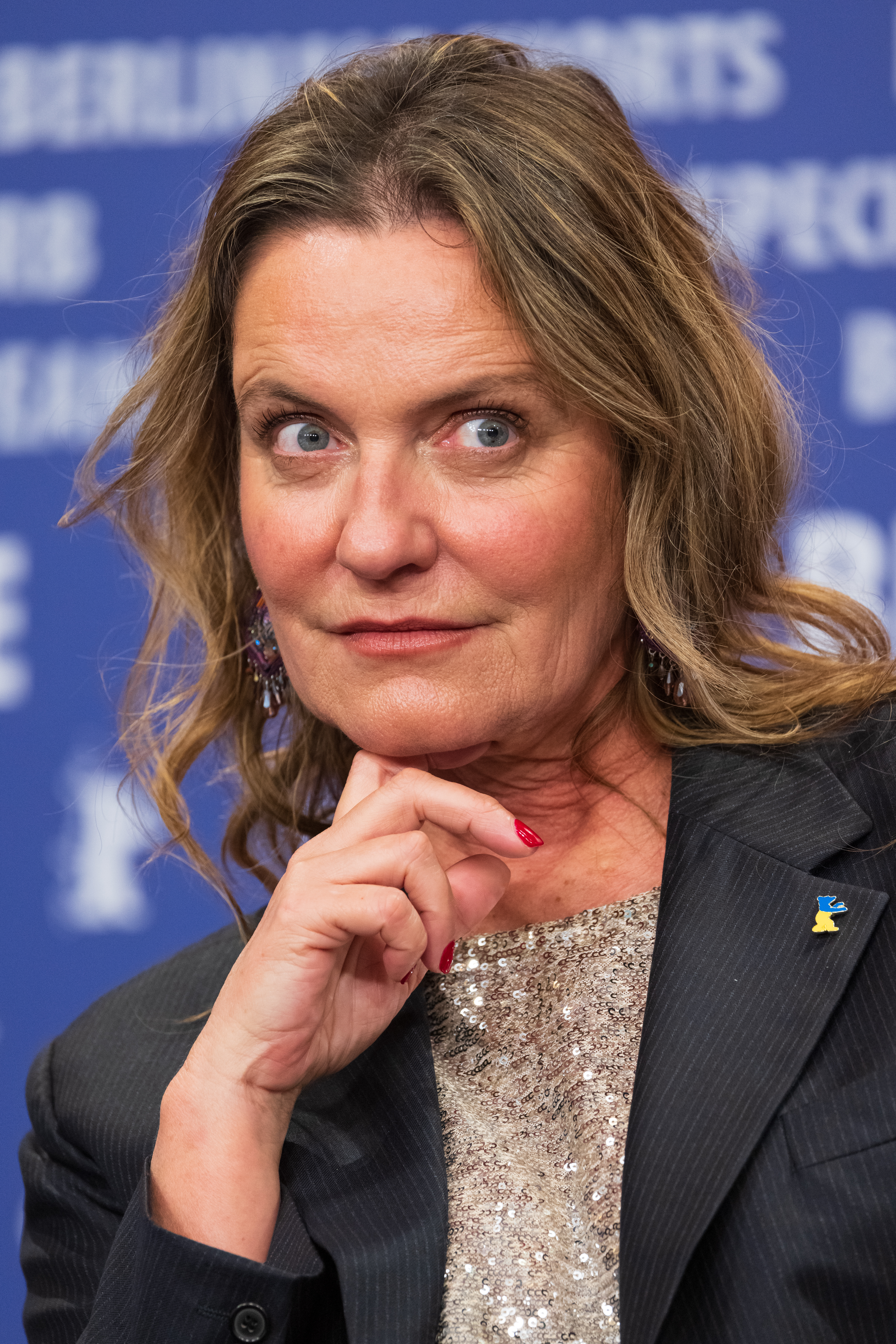
Leonor Silveira, 2023

Leonor da Silveira Moreno de Lemos Gomes (* 28. Oktober 1970 in Lissabon) ist eine portugiesische Schauspielerin.

## Leben
Ihre Großmutter mütterlicherseits stammte aus Frankreich, ihr Vater war Arzt. Sie machte ihr Abitur an der französischen Schule Lycée Français Charles Lepierre in Lissabon und studierte Internationale Beziehungen an der Universität Lusíada (Abschluss 1995). Bereits 1987 hatte sie eine Freundin zu einem Casting für Manoel de Oliveiras Die Kannibalen begleitet, bei dem sie auf Anraten von Oliveiras Assistenten Jaime Silva ebenfalls am Casting teilnahm. Sie wurde ausgewählt und begann damit ihre Schauspielaktivitäten. Sie spielte in den folgenden Jahren die unterschiedlichsten Rollen, meistens für Oliveira, gelegentlich auch für andere Regisseure. Sie vermied es jedoch, Berufs-Schauspielerin zu werden. Sie wurde Assessorin im Kulturministerium, wo sie seit 1999 die Koordinierungsstelle für die Aktivitäten des staatlichen Filminstitutes ICAM (Instituto do Cinema, Audiovisual e Multimédia, 2007 in Instituto do Cinema e do Audiovisual umbenannt) leitete. 2005 wurde sie Vizepräsidentin des ICAM.
Sie gehörte gelegentlich Jurys verschiedener Filmfestivals an, so etwa 2008 beim Festival des amerikanischen Films, 2009 in der Kurzfilm-Jury des Filmfestival von Cannes, oder 2010 beim Filmfestival San Sebastian. Verschiedene Ehrungen ihrer Verdienste um die Kultur wurden ihr zuteil, so 1997 eine Ehrenmedaille, überreicht von Staatspräsident Jorge Sampaio, und 2011 das Ritterkreuz des französischen Ordens Ordre des Arts et des Lettres.
Sie ist die Cousine der Schauspielerin Beatriz Batarda und die Nichte des Malers Eduardo Batarda, dem Vater von Beatriz. Leonor Silveira hat mit ihrem Mann Maria José de Abreu Castelo-Branco Adão da Fonseca einen Sohn und zwei Töchter.

## Filmografie (Auswahl)
- 1988: Die Kannibalen (Os Canibais), R: Manoel de Oliveira
- 1990: Non oder Der vergängliche Ruhm der Herrschaft (Non, ou a Vã Glória de Mandar); R: Manoel de Oliveira
- 1991: Die göttliche Komödie (A Divina Comédia); R: Manoel de Oliveira
- 1992: Die vier Elemente: Die Luft – Mein Geburtstag (No Dia dos Meus Anos); R: João Botelho
- 1992: Das Tripas Coração; R: Joaquim Pinto
- 1992: Retrato de Família; R: Luís Galvão Teles
- 1993: Am Ufer des Flusses (Vale Abraão); R: Manoel de Oliveira
- 1994: Três Palmeiras; R: João Botelho
- 1995: Das Kloster (O Convento); R: Manoel de Oliveira
- 1996: Party; R: Manoel de Oliveira
- 1997: Reise an den Anfang der Welt (Viagem au Princípio do Mundo); R: Manoel de Oliveira
- 1997: Porto Santo; R: Vicente Jorge Silva
- 1998: Unruhe (Inquietude); R: Manoel de Oliveira
- 1999: Der Brief (A Carta); R: Manoel de Oliveira
- 2000: Palavra e Utopia; R: Manoel de Oliveira
- 2001: Ich geh’ nach Hause (Vou para Casa); R: Manoel de Oliveira
- 2001: Das Porto meiner Kindheit (O Porto da Minha Infância); R: Manoel de Oliveira
- 2002: O Princípio da Incerteza; R: Manoel de Oliveira
- 2003: Um Filme Falado – Reise nach Bombay (Um film falado); R: Manoel de Oliveira
- 2005: Espelho Mágico; R: Manoel de Oliveira
- 2007: Christoph Kolumbus – Das Rätsel (Christóvão Colombo – O Enigma); R: Manoel de Oliveira
- 2009: Eigenheiten einer jungen Blondine (Singularidades de uma Rapariga Loura); R: Manoel de Oliveira
- 2010: O Estranho Caso de Angélica; R: Manoel de Oliveira
- 2012: O Gebo e a Sombra; R: Manoel de Oliveira
- 2022: Nação Valente; R:Carlos Conceição
- 2023: Mal Viver; R: João Canijo
- 2023: Viver Mal; R: João Canijo